# Pardosa glabra
Pardosa glabra là một loài nhện trong họ Lycosidae.
Loài này thuộc chi Pardosa. Pardosa glabra được Cândido Firmino de Mello-Leitão miêu tả năm 1938.